# منتخب الأرجنتين لسباعيات الرغبي
منتخب الأرجنتين الوطني لسباعيات الرغبي (بالإسبانية: Selección masculina de rugby 7 de Argentina)‏ هو ممثل الأرجنتين الرسمي في المنافسات الدولية في سباعيات الرغبي .

## وصلات خارجية
- الموقع الرسمي